# Bètica
La Bètica (en llatí Baetica) era una província de l'Imperi Romà i visigoda d'Hispània. Deu el seu nom al riu Betis (Guadalquivir).
La capital provincial era Corduba. Més o menys equivalia a l'actual Andalusia, encara que algunes zones n'estaven excloses (Linares i Almeria). Bètica fou província senatorial. Va ser governada per pretors. Les finances eren administrades per un questor. Judicialment es dividia en 4 convents jurídics:
- Gades
- Corduba
- Astigi
- Hispalis

Tenien 175 ciutats de les quals nou eren colònies, vuit municipis, 29 ciutats de dret llatí, sis ciutats lliures, set ciutats federades (aliades) i 120 estipendiàries (tributàries). Vespasià va donar a totes les ciutats el dret llatí, Estrabó esmenta com a pobles als bàstuls, bastetans, turdetans i beturis; Ptolemeu esmenta als bastetans i turdetans i afegeix als túrduls i als cèltics; Plini esmenta els mateixos que Ptolemeu i Estrabó menys els bàstuls i els turdetans. Pomponi Mela només esmenta als bastetans i túrduls. Plutarc esmenta els Girísens. Altres pobles són els Òlcades.

## Bètica visigoda

La Hispània visigoda cap a l'any 700.

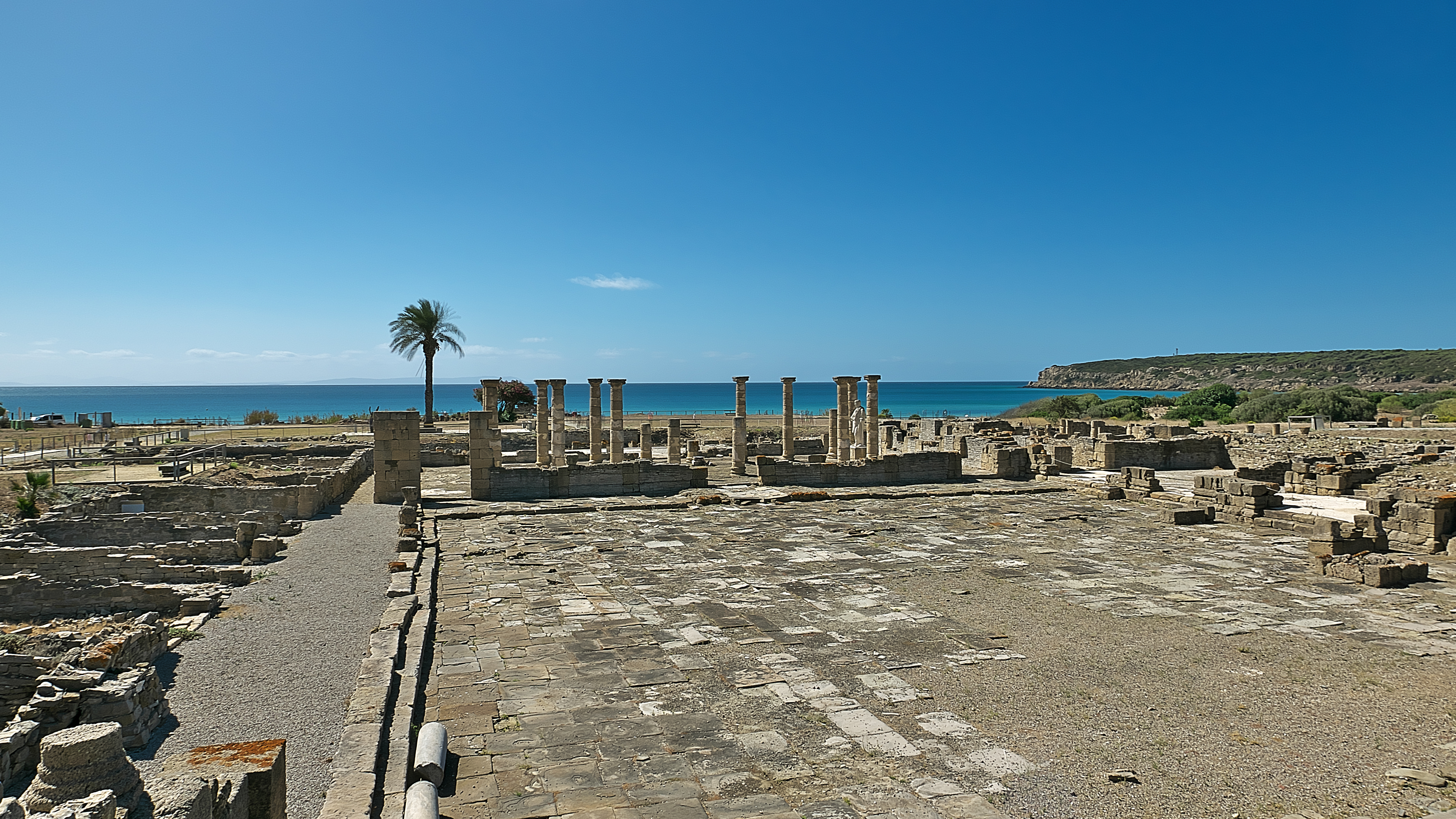
Plaça del Fòrum de Baelo Claudia.

La Bètica va ser romana fins que en el 411, després d'envair l'Imperi occidental, els sueus, vàndals i alans es van establir a la península Ibèrica. Els vàndals silinges (dirigits per Fridibald), més poderosos que els seus germans asdinges, van rebre la fèrtil província de la Bètica, on van romandre fins que van ser expulsats pels visigots i els supervivents es van unir als asdings amb què van envair la diòcesi d'Àfrica. No és possible especificar a quines zones d'Andalusia es van assentar, a causa de la seva curta permanència i la manca de troballes arqueològiques.
Amb la irrupció dels visigots a l'escenari polític de la península Ibèrica el 418, els vàndals van ser expulsats. La forta romanització i la fortalesa d'una oligarquia territorial de la província, capaç de tenir autèntics exèrcits propis, va fer de la Bètica un territori difícil de conquerir. Va ser l'últim territori controlat de facto pels visigots, i el que presentava més inestabilitat política. Mostra d'això és que l'any 521 el papa va nomenar vicari de la Lusitània i la Bètica al bisbe metropolità de Sevilla (Sal·lusti), donant a entendre que la jurisdicció eclesiàstica de Tarragona no controlava els territoris del sud peninsular.
A partir de l'any 531 el rei visigot Teudis va dur a terme una ràpida expansió cap al sud, on arriba a instal·lar la seva cort a Sevilla, per tenir un millor control de les seves operacions al sud peninsular. Fins i tot va arribar a dirigir una ofensiva, fracassada, contra el poder romà d'Orient establert a Settem (Ceuta). Finalment la Bètica va quedar definitivament integrada en el Regne visigot de Toledo, si bé quan els interessos de l'oligarquia terratinent hispanoromana perillaven, es produïen rebel·lions, com les d'Atanagild i Hermenegild.

Presència romana d'Orient a la península Ibèrica.

La rebel·lió d'Atanagild, amb suport de l'oligarquia de la Bètica, va suposar l'entrada en acció del poder romà d'Orient, en expansió sota Justinià I. Una part important de la Bètica i la Cartaginense, atesa la seva importància per al comerç al Mediterrani, va ser conquerida i incorporada per aquest emperador sota el nom de Província d'Espània, que va establir la seva capital a la mediterrània Malaca. Per això, Justinià va haver de comptar amb el suport fonamental de la població i elit vernacla, fortament romanitzada, que estava en contra dels visigots i desitjava la tornada a l'ordre romà i catòlic. No obstant això, la presència romana d'Orient a la Bètica va ser fugaç, ja que el regne visigot de Toledo sempre va voler recuperar el litoral perdut. Les campanyes, primer de Leovigild i després de Suintila, van fer que es creés un poder unificat a la península Ibèrica.
Els bisbes catòlics de la Bètica, sòlidament recolzats per la població local, van aconseguir convertir el rei visigot arrià Recared i els seus nobles. Durant el període visigot, en allò religiós i cultural Sant Leandre i Sant Isidor van ser personalitats fonamentals, els quals van exercir la seva labor principalment a Sevilla.
La Batalla del Guadalete, lliurada el 711 en terres bètiques per Roderic, rei visigot que abans havia estat duc de la Bètica, va ser la lluita definitiva en la pèrdua d'Hispània per part del poder got. Els musulmans berbers del nord d'Àfrica juntament amb elits àrabs van conquerir la Bètica i la major part de la resta d'Hispània, establint primer l'Emirat i posteriorment el Califat de Còrdova, la capital del qual es va establir a Còrdova, la mateixa ciutat que ho era de la Bètica, província que a partir de llavors va deixar d'existir com a tal, encara que va seguir sent el centre neuràlgic d'al-Àndalus.